# سوفیان بن براهام
سوفیان بن براهام (انگلیسی: Sofiane Ben Braham؛ زادهٔ ۱ فوریهٔ ۱۹۹۰) بازیکن فوتبال اهل فرانسه است.
از باشگاه‌هایی که در آن بازی کرده‌است می‌توان به باشگاه فوتبال ستاره سرخ و باشگاه فوتبال مولودیه الجزایر اشاره کرد.